# 호교론
호교론(護敎論, 영어: Apologetics)은 변증론이라고도 하는 신학의 한 부분으로서 종교 교리에 대한 공격에 맞서 교리를 변명하고 옹호하는 이론 체계를 가리킨다. 주로 로마 가톨릭의 교리 논증 이론이다.
철학의 입장에서는 호교론에 대해 '형식상으로는 합리적이지만 내용상 비합리적인 모순'이 있다고 지적하고 있다. 그 이유는 이성으로 파악될 수 없는 종교적 영역의 합리성을 이성적으로 입증하고자 하기 때문이라고 한다.

## 참조
1. ↑  “호교론”. 《철학사전》. 중원문화. 2009년. ISBN 9788977281455.
2. ↑  “호교론”. 《가톨릭에 관한 모든 것》. 가톨릭대학교출판부. 2007년. ISBN 9788971082034.